# Église des Écossais d'Erfurt
L'église des Écossais d'Erfurt est l'ancienne église du Schottenklöster dans la vieille ville d'Erfurt.

## Histoire
La basilique à trois nefs est d'origine romane mais est modifiée en partie au cours de la période gothique. Le monastère bénédictin est fondé en 1036 par le frère de l'évêque Hildeward de Naumbourg-Zeitz, Walther von Glisberg, dont la tombe se trouve dans l'église. L'abbaye est une abbaye filiale du Schottenklöster de Ratisbonne. La construction est achevée en 1200. En 1472, le grand incendie de la ville atteint l'église, les parties détruites sont reconstruites dans le style gothique.
La façade occidentale baroque est bâtie de 1720 à 1729. En 1956, les matroneums sont retirés et le plancher mis à la hauteur du XIIe siècle.
En 1744, l'église appartient à la paroisse Saint-Nicolas d'Erfurt et en 2005 à la paroisse Saint-Laurent d'Erfurt. Les bâtiments du monastère sont démolis en 1820. En 1964, l'église des Écossais est rouverte au public. En 1971, des vitraux de Charles Crodel dans le même style que la cathédrale sont posés.

## Source de la traduction
- (de) Cet article est partiellement ou en totalité issu de l’article de Wikipédia en allemand intitulé « Schottenkirche (Erfurt) » (voir la liste des auteurs).